# Fresno de la Polvorosa
Fresno de la Polvorosa is een gemeente in de Spaanse provincie Zamora in de regio Castilië en León met een oppervlakte van 4,07 km². Fresno de la Polvorosa telt 149 inwoners (1 januari 2016).

## Demografische ontwikkeling
Bron: INE, 1857-2011: volkstellingen